# Mýto pod Ďumbierom
Mýto pod Ďumbierom es un municipio del distrito de Brezno en la región de Banská Bystrica, Eslovaquia, con una población estimada a final del año 2024 de 500 habitantes.
Se encuentra ubicado al noreste de la región, cerca del curso alto del río Hron —un afluente izquierdo del Danubio— y de la frontera con las regiones de Žilina y Prešov.

## Demografía
| Año        | 1994 | 2004    | 2014    | 2024    |
| ---------- | ---- | ------- | ------- | ------- |
| Población  | 571  | 542     | 524     | 500     |
| Diferencia |      | −5,07 % | −3,32 % | −4,58 % |

| Año        | 2023 | 2024    |
| ---------- | ---- | ------- |
| Población  | 502  | 500     |
| Diferencia |      | −0,39 % |